# أديسون كيرنز ميزنر
أديسون كيرنز ميزنر (12 ديسمبر 1872 - 5 فبراير 1933) كان مهندسًا معماريًا أمريكيًا، ترك بصمة لا تُنسى في جنوب فلوريدا بتصميماته الرائعة المستوحى من إحياء البحر الأبيض المتوسط وإحياء الاستعمار الأسباني. يستمر إرثه في إلهام المهندسين المعماريين والمطورين العقاريين. في عشرينات القرن العشرين، كان ميزنر أحد أبرز المهندسين المعماريين الأمريكيين وأكثرهم شهرة ونقاشًا. كانت مدينة بالم بيتش، فلوريدا، التي «أعاد تصميمها»، موطنه، وكانت معظم منازله هناك. كان يعتقد أن الهندسة المعمارية يجب أن تشمل التصميم الداخلي والحدائق، وأنشأ شركة صناعات ميزنر لتوفير مصدر موثوق للمكونات المعمارية. كان «مهندسًا معماريًا له فلسفة وحلم». أصبحت بوكا راتون، فلوريدا، مركزًا لمشروع التطوير الأكثر شهرة لميزنر. أصبحت بوكا راتون، فلوريدا، وهي بلدة زراعية صغيرة غير مدمجة تأسست عام 1896، محور مشروع التطوير الأكثر شهرة لميزنر.
جسد ميزنر مكانته كـ «مهندس المجتمع». رفض أفكار المهندسين المعماريين الحديثين الآخرين التي سعت «لإحداث تأثير منسوخ غير مميز»، وسعى إلى «جعل المباني تقليدية المظهر وكأنها شقت طريقها من مبنى صغير غير مهم إلى منزل كبير متعرش استغرق قرونًا من الدعم والكثير من المال لإكماله. أحيانًا أبدأ تصميم المنزل بزاوية رومانيسكية، وأتظاهر بأنه تدهور وأصبح يحمل روحًا قوطية، ثم تدفقت فجأة الثروة الهائلة للعالم الجديد على المبنى وأضيفت إليه إضافة غنية جدًا من عصر النهضة.»

## بداية حياته
ولد في بنيسيا، في ذلك الوقت «المركز التعليمي في كاليفورنيا»، و(لفترة وجيزة) أول عاصمة لها، سافر عندما كان طفلًا مع والده، لانسينغ بي ميزنر، المحامي والرئيس السابق لمجلس شيوخ كاليفورنيا والوزير الأمريكي لأمريكا الوسطى، في غواتيمالا. عندما كان شابًا، زار الصين في عام 1893، وكان لفترة وجيزة عامل منجم ذهب في يوكون (بين عامي 1898 و1899) في (كندا، وليس ألاسكا). من بين أشقائه السبعة، ستة منهم أولاد، كان الأقرب إلى أخيه الأصغر ويلسون، على الرغم من أن سلوكه المشبوه تسبب في العديد من المشاكل لأديسون. كان لديه ببغاء من نوع مقو، واحتفظ بعدد من القرود كحيوانات أليفة التي غالبًا ما كانت تركب على كتفه؛ كان لدى قرده المفضل شاهد على قبره مكتوب عليه «جوني براون، القرد البشري، توفي في 30 أبريل 1927.»
في عام 1932، نشر ميزنر كتاب The Many Mizners، الذي هو سيرة ذاتية حول شبابه، والسنة التي قضاها في التعدين، والوقت الذي قضاه في نيويورك حتى وفاة والدته. بدأ المجلد الثاني الذي يحكي عن حياته في فلوريدا ولكنه لم يكمله؛ تحتفظ جمعية بالم بيتش التاريخية بالمخطوطة المطبوعة. توفي ميزنر في عام 1933 بنوبة قلبية في بالم بيتش، ودفن في قبو العائلة في حديقة سايبريس لاون التذكارية.

وفقًا لدونالد كورل، مؤلف كتاب Mizner's Florida:
لقد كان منفتحًا للغاية وكان رجلًا صالحًا حقًا. اشتُهر باللطف تجاه الأشخاص الذين عملوا معه والمجاملة التي أظهرها لهم. كان بعض المهندسين المعماريين الآخرين في هذا العصر على العكس تقريبًا؛ لقد رأوا المهندسين المعماريين الآخرين كموظفين لهم، لا علاقة لهم بالتصميم بخلاف وضعه على الورق. لم يكن ميزنر على هذا النحو. عندما بدأت الأزمة العقارية في فلوريدا، ساعد بعض المهندسين المعماريين الشباب على الانتقال إلى أماكن أخرى.